# Ханна, Кэтлин
Кэтлин Ханна (англ. Kathleen Hanna, род. 12 ноября 1968, Портленд, Орегон, США) — музыкант, феминистка, активистка и журналистка, автор и соавтор ряда зинов. В начале-середине 1990-х была вокалисткой панк-группы Bikini Kill, после, в конце 90-х, начале 2000-х собрала диско-панк-группу Le Tigre. В 1998 году Ханна выпустила сольный альбом под псевдонимом
Julie Ruin.

## Биография

### Детство
Ханна родилась в Портленде, Орегон и переехала с семьей в Кэлветрон, Мэрилэнд в 1971. После этого отцу Ханны, в связи со сменой работы, пришлось ещё несколько раз перевозить семью в разные города. Родители развелись, когда она училась в старшей школе.
Ханна впервые заинтересовалась феминизмом в возрасте девяти лет, после того, как её мать взяла её с собой на митинг в Вашингтон, где выступала икона феминисток Глория Стайнем.
Несмотря на то, что ещё несколько лет проходит до того, как она открыто называет себя феминисткой, это событие произвело на неё очень серьёзное впечатление. В 2000 году в интервью журналу BUST, Ханна вспоминала:

Моя мама была домохозяйкой и её сложно было назвать типичной феминисткой, и когда появился журнал Ms. мы были невероятно вдохновлены им. Я вырезала из этого журнала картинки, делала постеры и говорила «Девочки могут всё» и всё в таком духе, а моя мама вдохновилась работать в подвале церкви, выполняя нечеловечески тяжелую работу. Потом она взяла меня на День Солидарности и это был первый раз, когда я оказалась в большой толпе кричащих женщин и в этот момент я решила, что хочу, чтобы так было всегда. Оригинальный текст (англ.)My mom was a housewife, and wasn't somebody that people would think of as a feminist, and when Ms. magazine came out we were incredibly inspired by it. I used to cut pictures out of it and make posters that said "Girls can do anything", and stuff like that, and my mom was inspired to work at a basement of a church doing anti-domestic violence work. Then she took me to the Solidarity Day thing, and it was the first time I had ever been in a big crowd of women yelling, and it really made me want to do it forever.

В документальном фильме «Don’t Need You: the Herstory of Riot Grrrl» (2006), Ханна, размышляя о влиянии феминизма на её детство, вспоминает, что её интерес к теме стал расти в момент, когда её мать взяла в библиотеке книгу Бетти Фридан «Загадка женственности». Ханна также упоминает, что их с матерью интерес к правам женщин и участие в движении за права женщин вызывали серьёзное неодобрение отца, поэтому до развода родителей им приходилось утаивать свою деятельность от отца. К слову, фильм 'Don’t Need You: The Herstory of Riot Grrrl' получил своё название в честь композиции группы Bikini Kill. Ханна также снялась в документальном фильме Who’s Afraid of Kathy Acker?

### Колледж
Ханна посещала Колледж Вечнозелёного штата в Олимпии, Вашингтон, в конце 1980-х. В это же время она начала подрабатывать стриптизёршей, чтобы обеспечить себя, пока она изучала фотографию. В паре с Аароном Бауш-Грином, её товарищем и также студентом «Эвергрина», Кэтлин подготовила фото-выставку, включающую фотографии, которые затрагивали темы сексизма и ВИЧ.
Школьная администрация распорядилась снять фото ещё до того момента, как у них появился шанс быть увиденными. Этот акт цензуры, как потом вспоминала Ханна, привел её к «первому рывку в активизме»: вместе с друзьями Хейди Арбогэст и Тэмми Рэй Карлэнд она создала независимую феминистскую арт галерею, которая получила название Reko Muse. Чуть позже девушки создают группу под названием Amy Carter, которая выступает на открытиях выставок.
Ханна также начинает выступать со spoken word шоу на темы сексизма и насилия над женщинами; проблем, с которыми она столкнулась, пока работала волонтером организации по предотвращению домашнего насилия на протяжении двух лет.
В конце концов, она заканчивает spoken word выступления и сосредотачивается на музыкальной карьере, будучи вдохновленной одной из своих любимых писательниц, контркультурной иконой Кэти Акер. Ханна вспоминает: «Акер спросила меня почему писать — так важно для меня, а я ответила 'Потому что мне кажется, что меня никогда не слушают, а я мне так много нужно сказать', а она сказала, 'Так почему ты делаешь spoken word шоу; никто не ходит на них! Тебе нужно петь в группе.'»
Кэтлин позже создает ещё одну группу — Viva Knievel и с ней отправляется в двухмесячный тур по США, после которого группа распадается.
По возвращении в Олимпию, Ханна оказывается на шоу The Go Team и знакомится со своей будущей подругой, также студенткой Эвергрин и издателем зина Jigsaw (который Ханна очень любила) Тоби Вэйл.

### Bikini Kill

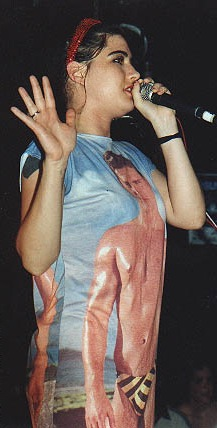
Кэтлин Ханна выступает вместе с Bikini Kill,17 января 1996

Первым совместным проектом Ханны и Тоби Вэйл стал зин под названием Revolution Girl Style Now, который позже стал называться Bikini Kill.
Издание стало ответом на сексизм в панк-рок сцене. Соавтором журнала стала студентка государственного колледжа Evergreen и подруга девушек Кэти Уилкокс (англ. Kathi Wilcox). Вскоре девушки решили создать группу, чтобы придать своим идеалам практическую форму и пригласили к участию подругу Вэйл по предыдущей группе в качестве четвёртой участницы ансамбля. Группа получила название Bikini Kill, в честь названия фэнзина.
Bikini Kill тут же стали частью зарождавшейся тогда, в начале 1990-х, музыкальной сцены Олимпии, штат Вашингтон, которая уже в начале своего существования отличалась политизированность, серьёзным отношением к DIY-этике и постоянной взаимовыручкой и поддержкой на локальном уровне.
Первый релиз группы на лейбле Kill Rock Stars, одноименная EP пластинка, была спродюсирована Яном Маккеем из Fugazi. После этого, Bikini Kill отправились в тур по Великобритании, где записали долгоиграющую пластинку, совместно с английской группой Huggy Bear. Тур был задокументирован на видео девушкой по имени Люси Тэйн, которая также взяла несколько интервью у группы. Видеоматериалы были выпущены в свет в виде документального фильма It Changed My Life: Bikini Kill In The UK. После возвращения в США, группа начала работать с Джоан Джетт, которая спродюсировала их сингл «New Radio/Rebel Girl». После выпуска этой записи, Ханна сотрудничала с Джетт, как автор песен для нового альбома последней.
В это же время Кэтлин выпускает сольно несколько записей для серии «Wordcore», выпускаемой на Kill Rock Stars, в частности 7-дюймовый сингл «Rockstar» и песню «I Wish I Was Him» (написанную Бэном Ли об Эване Дэндо (вокалисту The Lemonheads) и изначально исполненную его группой Noise Addict h) для компиляции KRS под названием Rock Stars Kill.
Первые два мини-альбома Bikini Kill были впоследствии выпущены в формате CD под корректным названием The C.D. Version of the First Two Records в 1993 году. Группа выпустила ещё два долгоиграющих альбома : Pussy Whipped в 1994 и Reject All American в 1996. В 1998 году лейбл Kill Rock Stars выпустил пластинку Bikini Kill: The Singles — сборник из песен группы, которые выходили в рамках сборников и в виде синглов. Примерно в апреле 1998 участницы Bikini Kill приняли совместное решение о роспуске группы.

### Влияние на движение Riot Grrrl
В 1991 году, группа провела лето в Вашингтоне, где Ханна начала сотрудничать с участницами группы Bratmobile — Элисон Вульф, Джен Смит и Моли Ньюман. Результатом стало создание фэнзина riot grrrl, который стал призывом к действию для девушек панк-рок сцены и очень сильно повлиял на повышение феминистских настроений.
В 2000 году Кэтлин вспоминала о том, как они создавали этот зин:

Мы хотели делать свой журнал, а Элисон Вульф и Молли Ньман из группы Bratmobile уже как раз начали работу над небольшим фэнзином под названием riot grrrl и мы писали кое-что для этого зина. Я всегда хотела создать какой-то большой, серьёзный журнал с действительно классными, умными статьями в нём, и мне стало интересно, заинтересуются ли этой затеей другие девушки-панки в Вашингтоне, с которыми я пересекалась. Поэтому я устроила собрание, нашла место для его проведения, мы собрались, и для меня это стало моментом осознания кое-чего. Я быстро поняла, что журнал, который я хотела — это совсем не то. Людям хотелось ходить на концерты, учить друг друга как играть музыку, выпускать фэнзины и это начало происходить. Это всё получило некоторое внимание со стороны СМИ и девочки из других городов тоже задумались «Я тоже хочу делать это! Хочу начать делать что-нибудь подобное!»Оригинальный текст (англ.)We wanted to start a magazine, and Allison Wolfe and Molly Neuman from the band Bratmobile had started a little fanzine called riot grrrl and we were writing little things for it. I'd always wanted to start a big magazine with really cool, smart writing in it, and I wanted to see if the other punk girls in D.C. that I was meeting were interested in that. So I called a meeting and found a space for it, and it just turned into this sort of consciousness-raising thing. I realized really quickly that a magazine wasn't the way to go. People wanted to be having shows, and teaching each other how to play music, and writing fanzines, so that started happening. It got some press attention, and girls in other places would be like "I wanna do that. I wanna start one of those."

### Le Tigre
В Портланде, штат Орегон, Ханна начала подготовку живого шоу своего проекта Julie Ruin со своей подругой и редактором зина Джоанной Фэйтман. Их сотрудничество вылилось в создание краткосрочного музыкального проекта под названием The Troublemakers, названного в честь фильма Дж. Б. Джонса, который завершился, когда Фэйтман отправилась в Нью-Йорк учиться в школу искусств.
Вскоре Ханна воссоединилась с Фэйтман на Восточном побережье и кинорежиссёром Сэди Беннинг, они создали группу Le Tigre (франц. «тигр»). В рамках данной группы получило развитие электронное, основанное на семплах звучание, которое Кэтлин начала использовать в период Julie Ruin. Группа записалась на лейбле Mr. Lady Records, их первой записью стал одноименный альбом Le Tigre, который включал в себя хитовые синглы «Hot Topic» и «Deceptacon». После записи первого альбома, Сэди Беннинг покинула группу и её сменила Джей Ди Сэмсон как раз перед выходом следующего альбома Feminist Sweepstakes.
Когда Mr. Lady Records прекратил существование, группа подписалась на лейбл Universal Records, где выпустила альбом This Island.
На данный момент группа Le Tigre в отпуске. Согласно веб-сайту группы, во время этого отпуска Ханна была волонтером в «The Willie Mae Rock Camp for Girls», а также преподавала искусство в Нью-Йоркском университете (осенью 2007).

## Личная жизнь
Кэтлин Ханна замужем за Адамом Хоровитцем, также известном как Ad-Rock из Beastie Boys. Они были вместе с 1997 года и вступили в брак в 2006 году.

### Julie Ruin
В 2010 году, Ханна анонсировала воссоздание своего проекта 1997 года — «Julie Ruin» совместно с Кенни Мэллман и Кэти Уилкокс, а также новую запись проекта. 11 декабря в Нью-Йорке состоялся первый концерт обновленной группы Julie Ruin. Программа в основном состояла из кавер-версий.

### Отношение к абортам
В интервью Кэтлин Ханна всегда была готова честно обсуждать своё решение сделать аборт в молодости. В одном из своих интервью Кэтлин сказала:

Это была одна из первых вещей, что я сделала сама; я поработала в McDonald's, заработала денег и сделала это. И я очень, очень горячая сторонница прочойс взглядов, потому, что я бы с вами не разговаривала сейчас, если бы у меня в 15 родился ребёнок.
Оригинальный текст (англ.)It was one of the first things I did on my own; I worked at McDonald's, raised the money and did it. I'm really, really passionate about pro-choice, because I wouldn't be here talking to you right now if I'd had a kid at 15.

Ханна признавалась, что она верит в то, что её способность открыто говорить об аборте поддержит других женщин также открыто высказываться на эту тему, а также поможет снизить уровень социального осуждения подобных тем и положительно скажется на поддержке движений в защиту права женщин, прочойс движений.

### В популярной культуре
- Упоминалась в сериале The L Word. В одной из серий группа друзей играла в угадывание знаменитостей на вечеринке, и персонаж сериала Шейн Маккатчен загадала Кэтлин. Большинство лесбиянок тут же догадались о ком идет речь, лишь услышав перечисление „Le Tigre, и Julie Ruin, Bikini Kill“, а у гетеросексуалов, присутствующих на вечеринке не было ни одной версии. В результате, Элис пошутила: „Ой, да она же почти в одиночку начала всю riot grrrl движуху, эй!..“, на что один из гетеросексуальных мужчин задал вопрос „А что такое riot grrrl движуха?“[13]
- Нечаянным образом, Ханна вдохновила Курта Кобейна на название их прорывного сингла 1991 года „Smells Like Teen Spirit“, когда написала на стене его дома „Kurt Smells Like Teen Spirit“. В момент написания песни Курт не подозревал, что это название дезодоранта, которым пользовалась его девушка, подруга Кэтлин, Тоби Вэйл.[14]

## Дискография

### Bikini Kill

#### Альбомы
- Revolution Girl Style Now! — кассета, изданная своими силами (1991)
- Bikini Kill (EP) на лейбле Kill Rock Stars (1991)
- Yeah Yeah Yeah Yeah долгоиграющий сплит-альбом с группой

Huggy Bear на лейбле Catcall Records в
Великобритании, на лейбле Kill Rock Stars в
США (1993)
- The C.D. Version of the First Two Records, сборник (1993)
- Pussy Whipped на лейбле Kill Rock Stars (1994)
- Reject All American на лейбле Kill Rock Stars (1996)

#### Синглы
- Wordcore Volume 1 7» на лейбле Kill Rock Stars
- New Radio/Rebel Girl 7" на лейбле Kill Rock Stars (1993)
- The Anti-Pleasure Dissertation на лейбле Kill Rock Stars (1994)
- I Like Fucking/I Hate Danger 7" на лейбле Kill Rock Stars (1995)

#### Сборники
- «Feels Blind» на лейбле Kill Rock Stars LP/CD (1991)
- Throw: The Yoyo Studio Compilation на лейбле Yoyo Records (1991)
- «Daddy’s Lil' Girl» на сборнике Give Me Back LP, лейбл Ebullition Records (1991)
- «Suck My Left One» на сборнике There’s A Dyke In The Pit, лейбл Outpunk Records (1992)
- Bikini Kill: The Singles (1998)

### Julie Ruin
- Julie Ruin на лейбле Kill Rock Stars (1997)

### Le Tigre

#### Долгоиграющие альбомы
- Le Tigre (1999) Mr. Lady
- Feminist Sweepstakes (2001) Mr. Lady
- This Island (альбом) (2004) Universal

#### Синглы и EP
- Hot Topic (1999)
- From the Desk of Mr. Lady EP (2001)
- Remix (2003)
- Standing In The Way Of Control 12" split EP with The Gossip on

Kill Rock Stars
- This Island Remixes Volume 1 EP, Chicks On Speed Records
- This Island Remixes Volume 2EP, Chicks On Speed Records

### Разное
- Real Fiction, The Fakes, Kill Rock Stars
- Inside Out, Internal External, K Records
- Featuring…, Internal External, K Records
- Rock Star / Mean (wordcore v. 1) как Kathleen Hanna and Slim Moon, Kill Rock Stars[15]
- Rock Stars Kill, includes Hanna’s «I Wish I Was Him», Various Artists, Kill Rock Stars, 1994
- Ball-Hog or Tugboat? LP/CD «Heatbeat»-Mike Watt
- Decomposition 00, Suture, Kill Rock Stars, 1991
- Suture!, Suture, Kill Rock Stars, 1992
- Home Alive, The Art Of Self Defense, Epic, 1996, includes «Go Home», written and performed with Joan Jett and Evil Stig
- Realistes, Comet Gain, Hanna featured on the track «Ripped-Up Suit»
- Play Pretty For Baby, The Nation of Ulysses, includes backing vocals by Hanna
- American Idiot, Green Day, the song «Letterbomb» begins with vocals by Hanna as Whatsername
- Viva Knieval 7" single, Ultrasound Records, 1990
- «60 second wipe out» Atari Teenage Riot Hanna featured on lead vocals on the song 'No Success' 1999
- «Playgroup» Playgroup Hanna featured on lead vocals on the song 'Bring it on' 2001
- «Wordy Rappinghood» Chicks on Speed features Hanna on vocals 2003
- «Kiss on the lips» from the album 'Naked' from Joan Jett is a duet with Hanna 2004
- «Hey Hey My My Yo Yo» Junior Senior Hanna featured on the song 'Dance, Chance, Romance' 2007

### Фэнзины
- My life with Evan Dando: Popstar
- The Kathleen Hanna newsletter
- Le Tigre zine/tour program

## Список литературы
1. ↑  «About Kathleen» Архивировано 12 апреля 2010 года.
2. ↑  «Don’t Need You: The Herstory of Riot Grrrl», 2006, Kerri Koch
3. ↑  www.ackerfilm.com. Дата обращения: 31 июля 2011. Архивировано из оригинала 14 сентября 2008 года.
4. ↑  Hanna’s «herstory». Дата обращения: 31 июля 2011. Архивировано 30 августа 2012 года.
5. ↑  Kathleen Hanna’s Fire. Дата обращения: 31 июля 2011. Архивировано из оригинала 30 июня 2009 года.
6. ↑  Robbins, Ira; Wolk, Douglas (1997), The Trouser Press Guide to '90s Rock, New York: Fireside, ISBN 0684814374, Архивировано из оригинала 27 июля 2011, Дата обращения: 31 июля 2011
7. ↑  Buckley, Peter. The Rough Guide to Rock (неопр.). — 3rd revised. — Rough Guides[англ.], 2003. — С. 93—94. — ISBN 1843531054.
8. ↑  http://www.indexmagazine.com/interviews/kathleen_hanna.shtml Архивная копия от 27 июля 2011 на Wayback Machine Weeks, Laurie, «Kathleen Hanna», Index Magazine
9. ↑  Le Tigre news website. Дата обращения: 31 июля 2011. Архивировано 16 июля 2011 года.
10. ↑  hanna and her sisters — artforum.com / scene & herd. Дата обращения: 31 июля 2011. Архивировано 28 сентября 2011 года.
11. ↑  hey girlfriiieeennnddd… « skirts and tights. Дата обращения: 31 июля 2011. Архивировано 18 июля 2011 года.
12. ↑  Salon.com Article. Дата обращения: 31 июля 2011. Архивировано из оригинала 6 июня 2011 года.
13. ↑  The L Word clip. Дата обращения: 1 октября 2017. Архивировано 12 апреля 2016 года.
14. ↑  Azerrad, Michael. Come as You Are: The Story of Nirvana. Doubleday, 1994. ISBN 0-385-47199-8, pp. 211—212
15. ↑  Salon.com Audio | Kathleen Hanna. Дата обращения: 31 июля 2011. Архивировано 9 ноября 2009 года.

## Дополнительные ссылки
- Блог Кэтлин Ханны на wordpress.com
- Laurie Weeks interviews Kathleen Hanna
- Salon.com audio «RockStar» mp3
- Kathleen’s Herstory from the Le Tigre site
- Two interviews with Hanna on the NPR show Fresh Air: one from 2000, and one from 2001.
- Kathleen Hanna (англ.) на сайте Internet Movie Database
- Kathleen Hanna article in Ms. Magazine
- Kathleen Interview by Hilary Frey